# Ömer Sağlam
Ömer Sağlam (* 1960) ist ein ehemaliger türkischer Fußballspieler.

## Karriere
Sağlam spielte in der Saison 1982/83 für Galatasaray Istanbul. Dort kam er zu vier Ligaspielen. Im Jahr 1984 wechselte er in die 2. türkische Liga zu Altınordu Izmir. Für Altınordu spielte der Abwehrspieler drei Jahre lang und kam zu 77 Ligaspielen und erzielte fünf Tore.

## Weblink
- Spielerprofil auf mackolik.com

| Personendaten    | Personendaten             |
| ---------------- | ------------------------- |
| NAME             | Sağlam, Ömer              |
| KURZBESCHREIBUNG | türkischer Fußballspieler |
| GEBURTSDATUM     | 1960                      |